# NGC 3113
NGC 3113 is een balkspiraalstelsel in het sterrenbeeld Luchtpomp. Het hemelobject werd op 5 februari 1837 ontdekt door de Britse astronoom John Herschel.

## Innes 292 (HD 87416)
Vanaf de aarde gezien bevindt het stelsel NGC 3113 zich schijnbaar net ten zuidoosten van de dubbelster Innes 292 (HD 87416). Amateurastronomen kunnen deze dubbelster als gidsobject aanwenden om op zoek te gaan naar NGC 3113.

## Synoniemen
- ESO 435-35
- MCG -5-24-21
- UGCA 198
- AM 1002-281
- IRAS10021-2812
- PGC 29216